# Esquina Norte
Esquina Norte es un congreso independiente de diseño, organizado en México por la Lic. Jhoana Mora. El nombre del evento proviene de la ubicación geográfica de Tijuana en relación con Estados Unidos  y América Latina; ciudad que ha sido sede del evento en todas sus ediciones hasta la fecha.
Este congreso se ha convertido en el evento de diseño más importante del Noroeste del México. Realizado por un pequeño grupo de profesionistas comprometidos en promover el diseño de calidad, el diálogo y el trabajo en equipo; se compone por una serie de talleres prácticos y conferencias celebrados cada otoño en la ciudad Tijuana.
Esquina Norte nació para abrirle a México una nueva ventana al mundo del diseño internacional, permitiendo al mismo tiempo el que talentosos creadores de todo el mundo conozcan los proyectos de alta calidad que se desarrollan en América Latina.
Este evento independiente se ha convertido en una creciente comunidad multidisciplinaria. Estudiantes, académicos y profesionales se encuentran con reconocidos artistas nacionales e internacionales en un ambiente único. 

## Objetivos

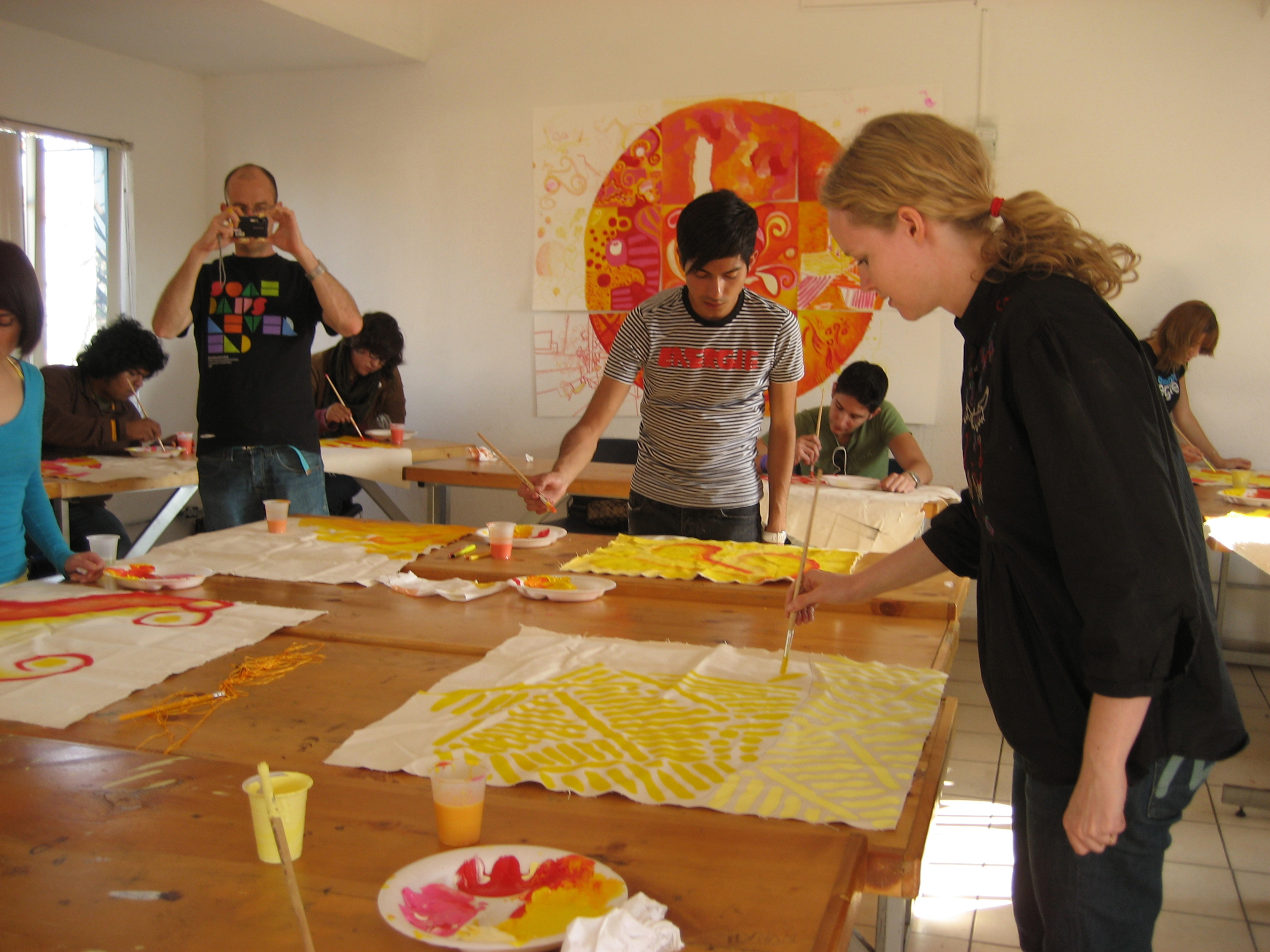
Taller de Rinzen.

Esto congreso se enfoca en ofrecer oportunidades de desarrollo a estudiantes de bajos recursos, elevar el nivel académico de los estudiantes, brindar herramientas de decisión a jóvenes de nivel medio superior que se inclinan por estudiar carreras creativas, aumentar el nivel académico, mantener actualizados a profesionales y académicos, aumentar las expectativas laborales de los estudiantes, atendiendo a la conferencia se les presenta una amplia perspectiva sobre la realidad en el trabajo, retos y posibilidades; presentar a los líderes internacionales de las áreas creativas y ser una fuente de inspiración para la excelencia del diseño.

## Historia

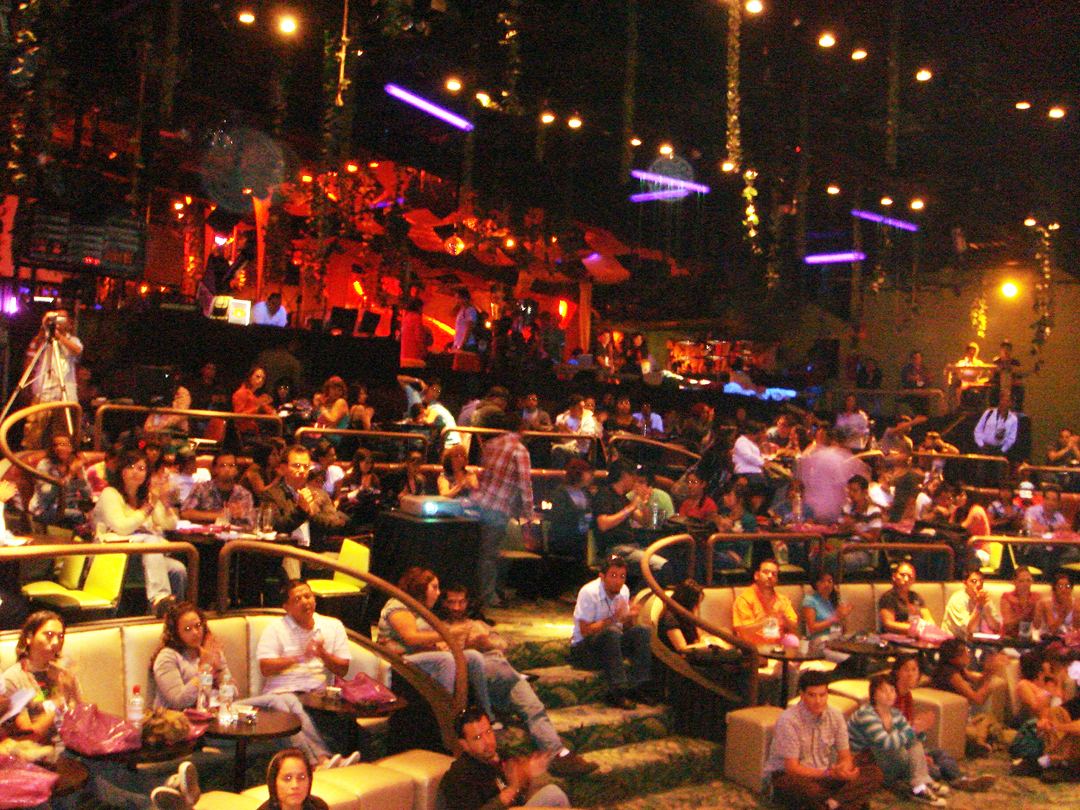
Conferencia enEsquina Norte 2007.

Mientras cursaba la carrera de Diseño Gráfico, Jhoana Mora se involucró con un grupo de estudiantes y profesionistas que con el apoyo de AIGA San Diego, planearon la creación del primer capítulo de AIGA (American Institute of Graphic Arts) fuera de los Estados Unidos: el capítulo Baja.  Lograron llevar a cabo varias presentaciones de diseñadores y revistas por varios años, para ese entonces, Jhoana Mora era la encargada de Comunicación y Relaciones Públicas. Para el 2000, con un menor número de convocantes, organizaron un congreso de diseño en Ensenada, México, con la participación de David Carson, Ricardo Álvarez, la revista mexicana Matiz, el Colectivo Fakir, el ilustrador Rafael López, entre otros. Se tenía previsto un segundo congreso, pero debido principalmente a perdidas económicas se decidió no continuar con el proyecto. Sin embargo, al tener confirmados algunos de los principales conferencistas, se realizó el evento por cuenta de Jhoana y tras cuatro meses de exhaustivo trabajo, nació Esquina Norte, con una serie de conferencias y talleres prácticos celebrados en otoño del 2001 en Tijuana, y que desde entonces se realiza anualmente.
El congreso se ha realizado de manera independiente, con distintos tipos de apoyo que van desde prestaciones, intercambios, donaciones y apoyo financiero, este último enfocado directamente a la distribución de descuentos o becas a estudiantes de alto promedio o de bajos recursos.
Más de 120 conferencistas de más de 14 nacionalidades han pasado de entre las filas de este congreso; lo que le ha ganado un reconocimiento y lo ha puesto al margen de otros congresos realizados por asociaciones de diseño reconocidas a nivel nacional.

## Conferencistas

### 2001
- Bennett Peji[1]
- Felipe Covarrubias
- Isaac Kerlow[2]
- John Dennis[3]
- Ken Cato[4]
- Lance Wyman[5]
- Lilia Peji
- Manuel Monroy
- Marc English[6]
- Omar Chavira[7]
- Raúl Cárdenas
- Reyes Santana
- Sensacional de Diseño[8]
- Shelly Hays
- Stephen Simpson
- Teo González[9]

### 2002
- Alejandro Magallanes
- Leonel Sagahon
- Carlos Celorio
- Felipe Covarrubias
- German Montalvo
- Héctor Falcón[10]
- John Dennis[11]
- Jorge Alderete[12]
- Jorge Gutiérrez[13]
- Modern Dog[14]
- Pedro Torrent[15]
- Rogelio Cuellar
- Rolf Krayer
- Sandra Equihua[16]

### 2003
- Antonio Perez Ñiko
- April Greiman[17]
- Arcángel Constantini[18]
- Bruno Monguzzi
- Colectivo Hematoma[19]
- Domingo Noe Martínez[20]
- Gabriel Martinez Meave[21]
- Héctor Falcón
- James Victore[22]
- Postor
- Yasu Suzuka

### 2004
- Acamonchi[23]
- Ames Design[24]
- Eduardo Escobar Beckwith[25]
- Fritz Torres
- Gonzalo Tassier[26]
- Héctor Falcón
- Hula Hula[27]
- Isidro Ferrer
- Jorge Cejudo "Cejas"[28]
- Luis Peña[29]
- Colectivo Masa[30]
- Mauricio Alejo
- Posttool[31]
- Rick Shearman[32]
- Teo González[9]
- The Attik-Stan Zienka[33]

### 2005
- Colectivo Doma[34]
- Eduardo Escobar Beckwith
- Enrique Norten[35]
- George Estrada[36]
- Guillermo Serrano
- Guillermo Tragant[37]
- Hans Smith[38]
- Hans Paul Brauns[39]
- Héctor Falcón
- Helen Kerr[40]
- Jon Santos[41]
- KarlssonWilker[42]
- Morbito[43]
- Paul Sahre[44]
- Rebeca Méndez[45]
- Sean Taylor
- Why Not Associates[46]

### 2006
- Art Chantry[47]
- Carla Fernández[48]
- Drawn Together
- Eduardo Escobar Beckwith
- Eramos Tantos[49]
- Felipe Covarrubias
- Héctor Falcón
- Héctor Montes de Oca[50]
- José Zelaya
- Mark Murphy[51]
- Michel Rojkind[52]
- Prologue Films[53]
- Roman Martine[54]
- Ruben Albarran[55]
- Tomato[56]
- Vasava[57]

### 2007
- Carlos Coyoc[58]
- Eduardo Barrera[59]
- Eduardo Escobar
- Hector Esrawe[60]
- Héctor Falcón
- Ian Cuttler[61]
- Jorge Mdahuar
- Marcos Ramírez
- Motomichi Nakamura[62]
- Muttpop[63]
- Neville Brody[64]
- Quick Money[65]
- Rinzen[66]
- Sweden Graphics[67]
- Terrorismo Gráfico[68]